# فقه الزكاة
أحكام الزكاة في الفقه الإسلامي هي الأحكام التفصيلية المتعلقة بالزكاة، ضمن دراسة علم فروع الفقه، حيث يقع موضوع الزكاة من الناحية الفقهية ضمن فقه العبادات، وغالبا ما يكون في الترتيب الثالث بعد الطهارة والصلاة في كتب فروع الفقه. وللزكاة أحكام فقهية تبدء بذكر الأوليات بما في ذلك تعريف الزكاة بالمعنى اللغوي، والاصطلاحي، وتسميتها، وحكمها الشرعي، ومشروعيتها في الإسلام، ومتى فرضت، وأدلة فرضها، وغير ذلك. ثم تذكر تفاصيل أحكامها بما في ذلك شروط وجوبها، وعلى من تجب، وما هي الأشياء التي تجب فيها الزكاة، بما يشمل: النقد والعروض وسائمة المواشي والمعشرات، وزكاة الفطر. ومقادير الزكاة، وغير ذلك من الأحكام.
الزكاة بالمعنى الشرعي: هي: "اسم لمال مخصوص يجب على المسلم دفعه، على وجه مخصوص، ويصرف في مصارف الزكاة، بشروط مخصوصة. فالزكاة: المال الواجب دفعه، والمزكي هو: الذي تجب عليه الزكاة، ومصارف الزكاة هي الجهات التي يدفع إليها الزكاة، والذي يجب فيه الزكاة:
- - البدن: زكاة الفطر
  - الأموال

## تعريف الزكاة
وهي في اللغة: النماء والزيادة يقال: زكا الزرع إذا نما وزاد، ويطلق على المدح؛ لقوله تعالى: فلا تزكوا أنفسكم ﴿الَّذِينَ يَجْتَنِبُونَ كَبَائِرَ الْإِثْمِ وَالْفَوَاحِشَ إِلَّا اللَّمَمَ إِنَّ رَبَّكَ وَاسِعُ الْمَغْفِرَةِ هُوَ أَعْلَمُ بِكُمْ إِذْ أَنْشَأَكُمْ مِنَ الْأَرْضِ وَإِذْ أَنْتُمْ أَجِنَّةٌ فِي بُطُونِ أُمَّهَاتِكُمْ فَلَا تُزَكُّوا أَنْفُسَكُمْ هُوَ أَعْلَمُ بِمَنِ اتَّقَى ۝٣٢﴾ [النجم:32] وعلى التطهير؛ لقوله تعالى: قد أفلح من زكاها ﴿قَدْ أَفْلَحَ مَنْ زَكَّاهَا ۝٩﴾ [الشمس:9] أي: طهرها عن الأدناس، ويطلق على الصلاح يقال: رجل زكي أي: زائد الخير من قوم أزكياء، وزكى القاضي الشهود: إذا بين زيادتهم في الخير، فسمي المال المخرج زكاة؛ لأنه يزيد في المخرج منه، ويقيه الآفات. الزكاة هي: إخراج قدر معلوم من مال الأغنياء لإغناء المعدم، وسد حاجاته ورعاية لمصالحه، ومغفرة الذنوب، وهي تزكية للنفس وتنمية الأجر. وفي الشرع: «حق يجبى في مال خاص، لطائفة مخصوصة، في وقت مخصوص، وتسمى صدقة؛ لأنها دليل لصحة إيمان مؤديها وتصديقه؛ وهي أحد أركان الإسلام، وهي واجبة بالإجماع، وسنده: وآتوا الزكاة ﴿وَأَقِيمُوا الصَّلَاةَ وَآتُوا الزَّكَاةَ وَارْكَعُوا مَعَ الرَّاكِعِينَ ۝٤٣﴾ [البقرة:43] والأحاديث المستفيضة. واختلف العلماء هل فرضت بمكة أم في المدينة وفي ذلك آيات، وذكر صاحب المغني والمحرر وحفيده أنها مدنية
قال في الفروع: ولعل المراد طلبها، وبعث السعاة لقبضها، فهذا بالمدينة».

### الأموال الزكوية
الأموال الزكوية أي: التي تجب فيها الزكاة، أو: بمعنى: الزكاة المفروضة فيما يملك من الأموال، بقدر معلوم يصرف في مصارف الزكاة للمستحقين.
والأموال جمع مال، والمال في اللغة: كل ما يتمول أو يملك، والأموال الزكوية مصطلح فقهي لتصنيف أجناس الأموال التي تجب فيها الزكاة. فالذي تلزم فيه الزكاة إما مال أو بدن، والمقصود بالبدن زكاة الفطر. والمقصود بالمال: ما عدا زكاة الفطر، من أجناس الأموال التي تجب فيها الزكاة، سواء كانت نقدا أو عرضا أو متقوما، وتكون الزكاة المفروضة في المال الزكوي في أموال مخصوصة حدد الشرع أعيانها، ومقادير نصابها، وقدر ما يجب إخراجه فيها. ويتضمن زكاة الحيوان، (الإبل والبقر والغنم، والخيل عند بعض العلماء)، وزكاة النبات أو المعشرات، (الزروع والثمار)، وزكاة النقد (الذهب والفضة)، وزكاة التجارة، والركاز والمعدن، والفلوس، والعملات المعدنية والورقية، وزكاة الحلي على تفصيل فيه. والمال في اللغة: ما له قيمة، أو ما يملك من جميع الأشياء، قال ابن الأثير: المال في الأصل ما يملك من الذهب والفضة ثم أطلق على كل ما يقتنى ويملك من الأعيان، وأكثر ما يطلق المال عند العرب على الإبل لأنها كانت أكثر أموالهم. ومال الزكاة بالمعنى الشرعي أي: الذي تجب فيه الزكاة هو: الذي يملك من الأموال التي حددها الشرع من النقد والعرض والمواشي والنبات، بمعايير مخصوصة.
ذكر في البحر الرائق ما روي عن محمد بن الحسن أن المال: كل ما يتملكه الناس من نقد وعروض وحيوان وغير ذلك، إلا أنه يتبادر في العرف من اسم المال: النقد أي: الذهب والفضة، والعروض. وذكر ابن عابدين في باب زكاة المال: أن المراد بالمال: غير السائمة لأن زكاتها غير مقدرة به.
وجاء في القرآن: ﴿خُذْ مِنْ أَمْوَالِهِمْ صَدَقَةً تُطَهِّرُهُمْ وَتُزَكِّيهِمْ بِهَا وَصَلِّ عَلَيْهِمْ إِنَّ صَلَاتَكَ سَكَنٌ لَهُمْ وَاللَّهُ سَمِيعٌ عَلِيمٌ ۝١٠٣﴾ [التوبة:103] بمعنى: خذ يا محمد منهم صدقة، ويدل اللفظ بعمومه على وجوب أن يأخذ من أموالهم ولا يكون وجوب الأخذ إلا فيما هو واجب، قال الشافعي: «وإنما أمره أن يأخذ منهم ما أوجب عليهم». وقد كان نزول الآية في توبة الذين خلطوا عملا صالحا وآخر سيئا، لكن العبرة بعموم اللفظ لا بخصوص السبب. ذكر ابن كثير في تفسير الآية: أن الخطاب عام، وغير مقصور على أولئك الذين أخذت منهم الصدقة في العصر النبوي.«أمر الله تعالى رسوله صلى الله عليه وسلم بأن يأخذ من أموالهم صدقة يطهرهم ويزكيهم بها، وهذا عام وإن أعاد بعضهم الضمير في "أموالهم" إلى الذين اعترفوا بذنوبهم وخلطوا عملا صالحا وآخر سيئا؛ ولهذا اعتقد بعض مانعي الزكاة من أحياء العرب أن دفع الزكاة إلى الإمام لا يكون، وإنما كان هذا خاصا برسول الله صلى الله عليه وسلم؛ ولهذا احتجوا بقوله تعالى: ﴿خذ من أموالهم صدقة تطهرهم وتزكيهم بها وصل عليهم إن صلاتك سكن لهم﴾ وقد رد عليهم هذا التأويل والفهم الفاسد: الصديق أبو بكر وسائر الصحابة، وقاتلوهم حتى أدوا الزكاة إلى الخليفة، كما كانوا يؤدونها إلى رسول الله صلى الله عليه وسلم، حتى قال الصديق: "والله لو منعوني عقالا -وفي رواية: عناقا- يؤدونه إلى رسول الله صلى الله عليه وسلم لأقاتلنهم على منعه"».

### الأموال التي تجب فيها الزكاة
| - زكاة النعم. - زكاة الذهب والفضة. - زكاة التجارة. - زكاة الزروع. | - زكاة الثمار. - زكاة الركاز. - زكاة المعدن. - زكاة الحلي. |

تجب الزكاة في أنواع مخصوصة من الأموال وهي:
- زكاة النعم الإبل والبقر والغنم وبعض العلماء أوجبها في الخيول.
- زكاة الذهب والفضة.
- زكاة النبات أو المعشرات: زكاة الزروع، وزكاة الثمار.
- الذهب والفضة والمعدن والركاز منهما وما راج رواجهما في التعامل كالعملة الورقية والحلي (اختلف العلماء في وجوبها).
- أموال التجارة، ولكن لا تجب الزكاة في أدوات الإنتاج مثل المبانى والآلات والسيارات والمعدات والأراضى التي ليس الغرض بيعها والمتاجرة فيها. والنصاب هو المقدار المعين من المال الذي لا تجب الزكاة في أقل منه ويختلف قدر النصاب حسب نوع المال.

## زكاة النقد
النقد في اللغة: غير المؤجل، ويطلق على المنقود، أي: المضروب بمعنى: المعمول بالضرب على هيئة معدة للتعامل، ويسمى أثمانا جمع (ثمن)، وأصل كلمة نقد تستعمل لمعنى: الإعطاء، يقال نقدني الثمن أي: دفعه حالا من غير تأجيل، النقد أيضا بمعنى: المنقود الخالص غير المغشوش، ونقده ميز ما فيه من الصفات الحسنه وغيرها، ونقد الدرهم بمعنى: استخرج منه الشوائب، وميز فيه الجودة والرداءة.
وتؤخذ كلمة نقد في الأصل من عمل الصيرفي في نقد الدراهم والدنانير في تمييز الخالص منها عما يشوبه.

والنقد بمعنى: (المال المنقود) في أصل كلام العرب هو المضروب من الذهب والفضة، وهو: الدينار المصوغ من الذهب، والدرهم المصوغ من الفضة.

### بالمعنى الشرعي
النقد أي: المال الزكوي، بالمعنى الشرعي يطلق على: عين الذهب والفضة، فيشمل المضروب منهما وهو ما يسمى: (أثمانا)؛ لأنها تضرب لتكون ثمنا يدفع مقابل مبيع غالبا.
وزكاة النقد بمعنى: الخالص من الذهب والفضة، وتسمى أيضا: (زكاة النقدين) وهما: الخالص من الذهب والفضة، فيشمل: المضروب منهما، وغير المضروب، فالمضروب هو المصوغ منهما على هيئة عملة نقدية ويسمى: الأثمان، وغير المضروب يشمل: التبر وهو: ما كان منهما قبل الصياغة على هيئة التراب، والمصوغ منهما مثل: السبائك، وغيرها.
والنقد أو النقدان أشمل من الأثمان.

### زكاة النقد
زكاة النقد أو زكاة النقدين أي: الذهب والفضة، حيث تتعلق الزكاة بأصل الأثمان وهو: القدر الخالص من الذهب والفضة وتختلف أحكام الزكاة فيهما باختلاف بعض الخصائص. فالذهب والفضة جنسان زكويان، يتصفان بعدة خصائص. واختلاف أي منهما في النوعية، كالجودة والرداءة لا يؤثر في الزكاة، بل تتعلق الزكاة بالقدر الخالص منهما، ويزكى من نفس ذلك النوع جيدا كان أو رديئا.
والذهب والفضة جنسان من المعادن يستخرجان من الأرض على هيئة تراب أو ما يسمى: تبرا ثم يصاغ إلى قطع نقدية أو حلي أو غير ذلك، وجنسهما الزكوي يشمل: التبر والسبائك والقطع النقدية، ومما يتعلق به وجوب الزكاة: ما يؤخذ منهما للاستعمال المنهي عنه، مثل: الأواني.
وأما الحلي المتخذ للزينة؛ ففيه تفصيل: فإن كان للتجارة، أو للإقتناء (كنز المال)؛ فتجب فيه الزكاة، وإن كان التحلي به حراما مثل: الحلي للرجل؛ فتجب الزكاة فيه، وإن كان التحلي به مباحا مثل: الذهب والفضة الذي تتخذه المرأة للزينة المعتادة؛ فلا تجب فيه الزكاة إن كان بالقدر المعتاد المتعارف عليه، قليلا كان أو كثيراً، ما لم يبلغ حد الإسراف، وعند الحنفية تجب الزكاة فيه مطلقا.
النقد في اللغة: غير المؤجل، ويطلق على المنقود، أي: المضروب بمعنى: المعمول بالضرب على هيئة معدة للتعامل، ويسمى أثمانا جمع (ثمن)، وأصل كلمة نقد تستعمل لمعنى: الإعطاء، يقال نقدني الثمن أي: دفعه حالا من غير تأجيل، النقد أيضا بمعنى: المنقود الخالص غير المغشوش، ونقده ميز ما فيه من الصفات الحسنه وغيرها، ونقد الدرهم بمعنى: استخرج منه الشوائب، وميز فيه الجودة والرداءة. وتؤخذ كلمة نقد في الأصل من عمل الصيرفي في نقد الدراهم والدنانير في تمييز الخالص منها عما يشوبه.
والنقد بمعنى: (المال المنقود) في أصل كلام العرب هو المضروب من الذهب والفضة.
والنقد بالمعنى الشرعي يطلق على: عين الذهب والفضة، فيشمل المضروب منهما وهو ما يسمى: (أثمانا)؛ لأنها تضرب لتكون ثمنا يدفع مقابل مبيع غالبا. وزكاة النقد بمعنى: الخالص من الذهب والفضة، وتسمى أيضا: (زكاة النقدين) وهما: الخالص من الذهب والفضة، فيشمل: المضروب منهما، وغير المضروب، فالمضروب هو المصوغ منهما على هيئة عملة نقدية ويسمى النقدان: أثمانا؛ لأنه يضرب ليكون منقودا، يتخذ ثمنا. وغير المضروب يشمل: التبر وهو: ما كان منهما قبل الصياغة على هيئة التراب، والمصوغ منهما مثل: السبائك، وغيرها.

### الأثمان
الأثمان جمع ثمن، وهو مقابل المثمن في البيع غالبا، أي: ما يعد ليدفع قيمة للمبيع، ويطلق على ما له قيمة مالية، سواء كان نقدا أو عرضا أو منفعة، وتطلق أيضا على عملة النقد. وفي الاصطلاح الشرعي هي: الذهب والفضة عموما، والمضروب منهما خصوصا. ويشترط في زكاة النقد أن يبلغ نصابا، ونصاب الذهب عشرون مثقالا من الذهب الخالص، وفيه ربع العشر، ففي عشرين مثقالا نصف مثقال. ونصاب الفضة خمس أواق، وكل أوقية أربعون درهما، فالنصاب مائتا دهم، وفيه ربع العشر، وهو خمسة دراهم. وفيما زاد بحسابه، وليس في أقل من مائتي درهم زكاة فإذا بلغت مائتي درهم وحال عليها الحول ففيها خمسة دراهم.

#### زكاة الفلوس
الفلوس في اصطلاح الفقهاء تطلق على مسمى متعارف عليه هو عبارة عن قطع معدنية مضروبة من غير الذهب والفضة، كالنحاس والصفر وغيره، ويمكن القول: أنها عملة معدنية ذات قيمة متدنية. وللفقهاء في وجوب الزكاة فيها تفاصيل، ففي قول: أنها كعروض التجارة فيما زكاته القيمة. وفي قول: هي أثمان ولا تزكى، وفي قول: إن كانت رائجة مطلقا، وفي قول: تجب فيها الزكاة إذا كانت أثمانا رائجة، أو للتجارة وبلغت قيمتها نصابا، ولا زكاة فيها إن كانت للنفقة، وعلى القول باعتبارها سلعة فتزكى إذا بلغت قيمتها نصابا وهي رائجة، وإن كانت للتجارة: قومت كعروض التجارة.

### نصاب الذهب

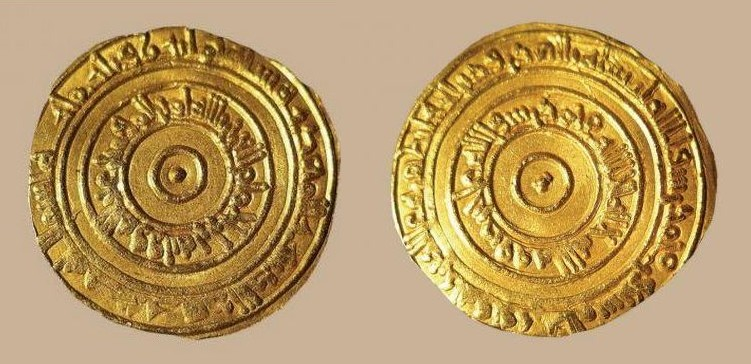
الدينار الفاطمي

نصاب الذهب عشرون مثقالا من الذهب الخالص، تحديدا بالإجماع، فمن ملك قدر النصاب أو أكثر؛ وجبت عليه الزكاة وإلا فلا. والقدر الواجب ربع العشر، ففي العشرين مثقالا يجب نصف مثقال، وفيما زاد بحسابه، فلو ملك مائة مثقال مثلا؛ فالواجب ربع عشرها، وهو اثنان ونصف في المائة، (12 %).

### زكاة الفضة

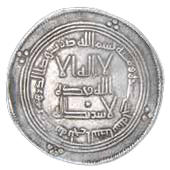
درهم فضي من الدولة الأموية، تم صكه بمدينة بلخ عام 111 هجرية، 729/730 م)

زكاة الفضة القدر الواجب إخراجه في الفضة إذا بلغ نصابا، وقدر نصاب الفضة هو: خمس أواق من خالص الفضة، وهو بالتحديد لا بالتقريب، ويدل على هذا خبر الصحيحين «ليس فيما دون خمس أواق من الفضة صدقة». والمقصود بالأوقية في الحديث: الأوقية الشرعية، وهي: أوقية مكة، التي اشتهر التعامل بها في العصر النبوي، وما بعده. وقدر الأوقية أربعون دهما من دراهم الفضة المضروبة في زمن خلافة عمر بن الخطاب، وقدر نصاب الفضة بالإجماع هو: بلوغ الخالص من الفضة قدر خمس أواق وهو ما يساوي: قدر مائتي درهم. وقدر الواجب ربع العشر، وهو بنسبة: (12  %).
والدرهم الشرعي هو الذي يكون كل عشرة دراهم منه تساوي سبعة مثاقيل. والمثقال وزن درهم وثلاثة أسباع درهم: (37 ) درهم، ولم يتغير في جاهلية ولا إسلام، والاعتبار بالدرهم الإسلامي الذي وزنه ستة دوانق، والعشرة سبعة مثاقيل، وكانت الدراهم في صدر الإسلام صنفين: سوداء زنة الدرهم منها ثمانية دوانق، وطبرية زنة الدرهم منها أربعة دوانق، فجمعهما بنو أمية وجعلوا الدرهم ستة دوانق. كما أن عمر ابن الخطاب في زمن خلافته، قام بضرب الدرهم الشرعي في سجستان.

### المثقال الشرعي
المثقال الشرعي هو معيار الوزن المحدد في الشرع بوزن مكة في زمن التشريع، وقدره اثنان وسبعون حبة شعير معتدلة بقص ما دق وطال منها، والمثقال المقصود به ما كان التعامل به في الإسلام وفي الجاهلية، حيث لم يتغير في الحالين، ووزن المثقال يساوي ديناراً شرعيا، والدينار الشرعي والمثقال كلاهما وزن واحد، لكن المقصود بالمثقال: معيار الوزن، والمقصود بالدينار: قطعة الذهب المضروب المعد للتعامل. ونصاب الذهب عشرون مثقالا من الذهب الخالص بالاتفاق تحديدا، وهي تساوي عشرين دينار من الذهب الخالص، وإذا لم يكن التعامل بالمثقال؛ فالنصاب وزن عشرين مثقالا بالموازين الأخرى، فما بلغ عشرين مثقالا تحديدا فهو النصاب. والموازين الأخرى ليست موازين شرعية لتحديد النصاب؛ لأنها تختلف باختلاف الأزمنة والأمكنة، بل الوزن بالمثقال هو المعيار الشرعي لتحديد الوزن في كل زمان ومكان، ويمكن وزن المثقال بالجرام المتعارف عليه في التعاملات، ولكن لا يكون هو المعيار الشرعي، فلا يكون أصلا لتحديد النصاب، بل يوزن الأصل وهو المثقال مقابل الجرام، وهذا يحتاج إلى متخصص ليبحث عن المثقال الشرعي نفسه، والحصول عليه بالبحث والتدقيق في التراث الإسلامي، ثم يقوم بوزن هذا المثقال بميزان جرام الذهب، ويكون هذا بواسطة هيئة شرعية متخصصة، وعن طريق دور الإفتاء في الدول الإسلامية. ويبلغ قدر نصاب الذهب بالجرام حسب فتوى دار الإفتاء المصرية: خمسة وثمانون جراما من الذهب الخالص، وفي فتوى المملكة الأردنية الهاشمية خمسة وثمانون جراما، وفي دول إسلامية أخرى نحوا من ذلك، وعلى كل الأحوال فوزن النصاب تحديد لا تقريب.

### زكاة الحلي

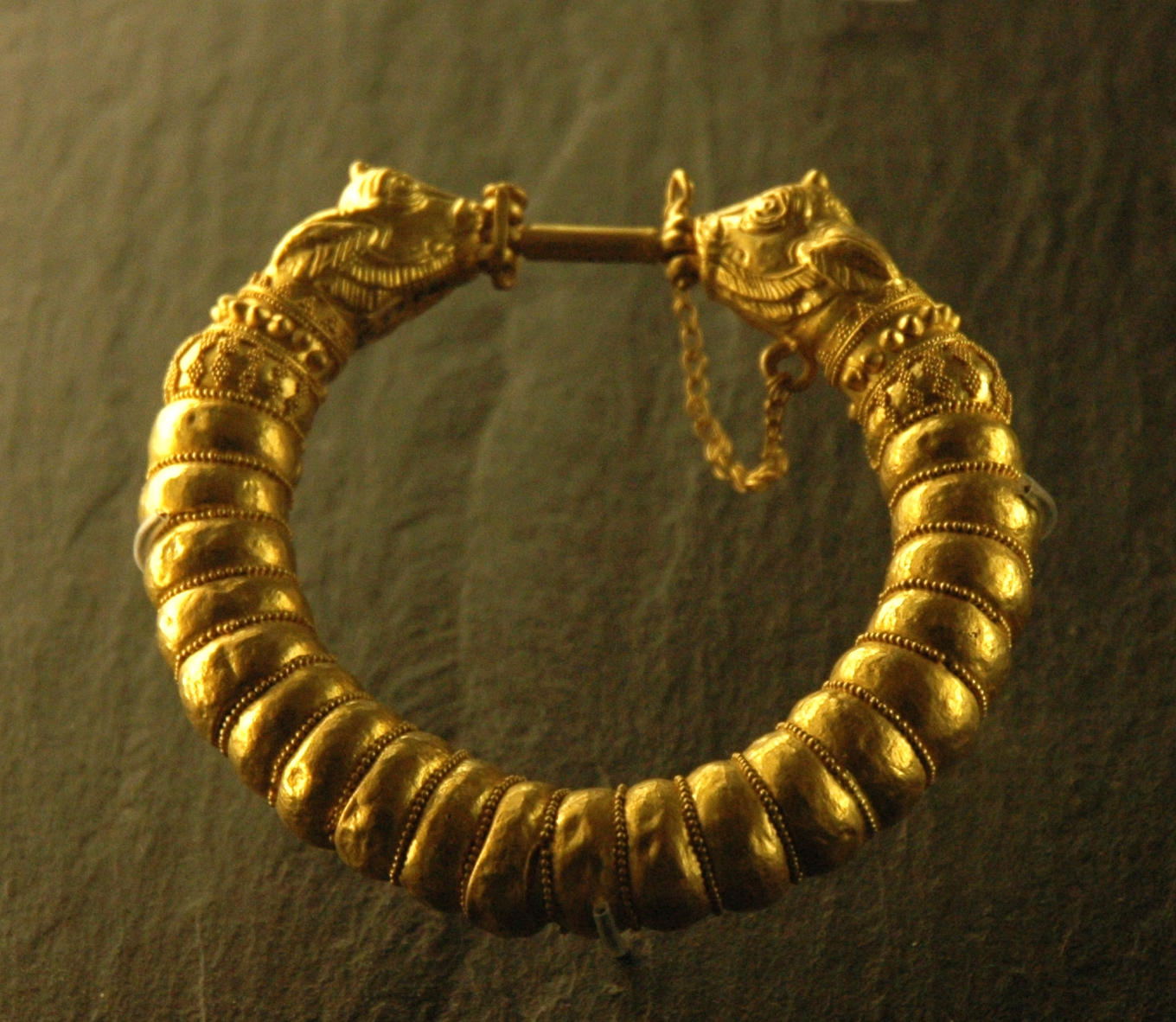
سوار ذهبي يعود إلى القرن الخامس قبل الميلاد عثر عليه في عمريت في سورية.

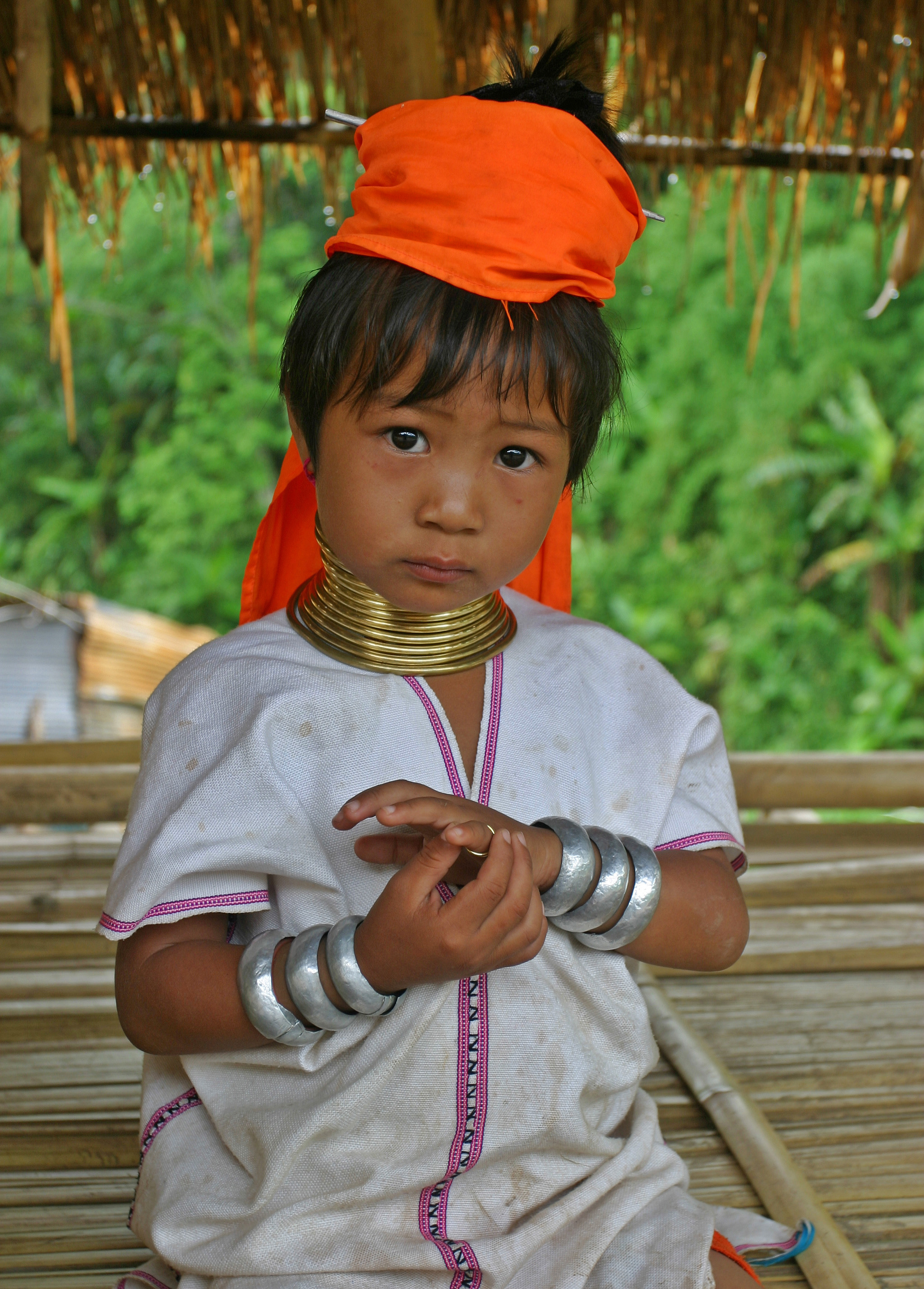
فتاة من تايلند الشمالية تتحلى بالمجوهرات الخشبية

زكاة الحلي أو زكاة المال المتعلقة بالحلي، وهو ما يتحلى به، وفي اصطلاح الفقهاء يراد به: ما يصاغ من الذهب والفضة على هيئة حلية، مثل: القرط والسوار والخلخال والقلادة والعقد والدملج وغير ذلك، المتخذ للاستعمال المباح، كالذي تستخدمه المرأة للتزين. فالمقصود بالحلي المباح: ما يملك من حلية الذهب والفضة بقصد الاستعمال المباح في الشرع الإسلامي، فالحلي من الذهب والفضة، كالعقد والسوار والوشاح وغيره، مما يستعمل للزينة، إذا كان مملوكا بقصد الاستعمال المباح، كالذي تستعمله المرأة للزينة، إن بلغ نصابا؛ فلا زكاة فيه عند مالك والشافعي وأحمد، ما لم يبلغ حد الإسراف، وقال أبو حنيفة بوجوب زكاته. أما إذا كان استعماله حراما مثل: تحلي الرجل بالذهب والفضة فإنه حرام وتجب فيه الزكاة. وإذا قصد بالحلي التجارة وجبت فيه الزكاة.
ولا زكاة في حلية من الأحجار الكريمة كالؤلؤ والمرجان، إلا إن كانت للتجارة.

### عملة النقد
عملة النقد أو العملة النقدية في العرف العام هي: المعمول على هيئة عملة نقدية إذا كان لها قيمة مالية، وكلمة عملة مأخوذة من التعميل وهو ضرب المنقود في معامل مخصصة للضرب وفق معايير محددة، للضرب أي: التعميل (سك العملة المعدنية). وتطلق العملة في العرف على العملة المعدنية، ثم على ما يشمل العملة الورقية، بعد استحداثها في العصور الأخيرة. وأما العملة بالمعنى الشرعي؛ فلا تطلق إلا على المضروب من الذهب والفضة؛ لأن النصوص الشرعية حددت الأثمان بالذهب والفضة؛ لأنهما أصل جميع الأثمان وقيمتهما في ذاتهما، ولا تتغير عينهما بالتداول ولا بتغير الزمان والمكان. والعملات النقدية في العرف العام إما أن تكون مضروبة من أصل الأثمان وهو الذهب والفضة، وهي العملة الشرعية، سواء كانت على هيئة دينار الذهب، ودرهم الفضة، أو على هيئات أخرى، وإما أن تكون مضروبة من معادن أخرى كالنحاس، على هيئة قطع معدنية، أو ما كان يسمى فلوسا، وإما أن تكون عملة ورقية، وهي المطبوعة على هيئة عملة ورقية.

#### القيمة المالية
القيمة المالية هي الثمن في مقابل المثمن، كالسلعة وقيمتها، وكلمة: مثمن بمعنى: الشيء الذي له قيمة مالية، مثل: عروض مال التجارة، أو الأعيان الزكوية مثل: المعشرات وسائمة النعم، وغير ذلك مما يملك ويكون متمولا أي: له قيمة مالية. والقيمة المالية أو الثمن هي: النقد وهو في الاصطلاح الشرعي: الذهب والفضة، فإن كان لكل ما يتمول قيمة مالية؛ فإن الذهب والفضة هو القيمة المالية نفسها. فالقيمة المالية للذهب والفضة ذاتية أي: أن الذهب والفضة كل واحد منهما قيمة مالية يضمن نفسه بنفسه في كل حال، ولا تتلف قيمته بتغير الأحوال، وإذا تعارف الناس على قيمة مالية بديلة من غيرهما، مثل: العملة الورقية، أو المعدنية، أو الشيكات أو غير ذلك فهي قيمة شكلية؛ لأنها لا تكون مضمونة بنفسها، ولا تتمتع بخصوصية الذهب والفضة، فالعملة الورقية مثلا إذا تفتت وصارت عجينة ورق، وعادت إلى أصلها وهو الورق، وفقدت قيمتها المالية، بخلاف دينار الذهب، أو درهم الفضة مثلا فلو تفتت أو تحول إلى عجينة معدنية، فإنه يعود إلى أصله وهو الذهب والفضة، ولا يفقد بذلك قيمته المالية.

#### الحكم
العملات المالية إما أن تكون من الذهب أو من الفضة فإن كانت منهما وبلغ الخالص منهما نصابا؛ ففيهما زكاة الذهب في الذهب، وزكاة الفضة في الفضة، وقدر الواجب في كل منهما ربع العشر، مهما بلغ. وإن كانت العملة من غير الذهب والفضة حسب ما هو متعارف عليه من العملات الورقية، أو المعدنية؛ فتجب فيها الزكاة باتفاق العلماء في العصور الحديثة؛ لأنها حلت بالفعل مكان الذهب والفضة في عموم التعاملات؛ ولأنها أصبحت مالا يمكن به تبادل المنافع، وهذه العملات المتعارف عليها مضمونة بضمانة الدول، ويمكن لمالكها استبدالها بالذهب والفضة، كدليل فعلي على ضمانها. وتعد هذه العملات من الناحية الشرعية بمنزلة السلعة، وزكاتها بالتقويم مثل زكاة التجارة، أي: أنها تقوم بالذهب أو بالفضة بحسب الغالب منهما في البلد، فإن بلغت قيمتها نصابا وجبت الزكاة، وتحديد ما إذا كان التقويم بالذهب أو بالفضة يرجع إلى ما هو غالب في التعامل، ويمكن تحديد ذلك من خلال جهات الإفتاء الرسمية.

#### عملة النقد
عملة النقد أو العملة النقدية في العرف العام هي: المعمول على هيئة عملة نقدية إذا كان لها قيمة مالية، وكلمة عملة مأخوذة من التعميل وهو ضرب المنقود في معامل مخصصة للضرب وفق معايير محددة، للضرب أي: التعميل (سك العملة المعدنية). وتطلق العملة في العرف على العملة المعدنية، ثم على ما يشمل العملة الورقية، بعد استحداثها في العصور الأخيرة.
وأما العملة بالمعنى الشرعي؛ فلا تطلق إلا على المضروب من الذهب والفضة؛ لأن النصوص الشرعية حددت الأثمان بالذهب والفضة.
وتطلق العملة الشرعية على الجنس المضروب من الذهب والفضة، فالمضروب من الذهب يسمى دينارا، والمضروب من الفضة يسمى: درهما.

##### أنواع العملات
العملات من المنظور الشرعي قسمان هما:
1. النقد المضروب من جنس الذهب والفضة.
2. الفلوس وغيرها من الأنواع الأخرى على اختلاف مسمياتها.

المضروب من الذهب والفضة ويشمل:
- العملة الشرعية منهما:
  - دينار الذهب، وهو المثقال الشرعي.
  - الدرهم الشرعي، وهو المضروب في زمن خلافة عمر رضي الله عنه.
- الأنواع الأخرى التي تشترك مع الدينار والدرهم في كونها مصوغة من الذهب والفضة، وتختلف عنهما في بعض الخصائص ومنها:
  - اختلاف المعيار وهو الأنواع التي اختلفت في معايير الضرب، بمعنى: أن وزنها أقل أو كثر من وزن المثقال أو الدرهم، وهذا الاختلاف لا يضر ويرجع تقدير كل منهما بالمعيار الشرعي.
  - اختلاف الصفات العارضة، وهو الأنواع التي اختلفت فيما لا يؤثر على القيمة، مثل: التسمية أو الشكل وغير ذلك، وهذا لا يضر.
  - المغشوش وهو الأنواع التي أضيف إلى الذهب أو الفضة عند صياغتهما نوعا آخر من المعادن.
- العملة من غير الذهب والفضة، وتسمى عند علماء الفقه: فلوسا
  - العملات المعدنية
  - الأواق النقدية

## العملات من غير الذهب والفضة
العملات من غير الذهب والفضة تشمل: العملات المعدنية والورقية،
وهي العملات المستحدثة لأسباب اقتصادية، ومنها على سبيل المثال: انتشار الفقر، فالفقير يرى أن دينار الذهب ثروة ويواجه صعوبة في امتلاكه، كما أن حاجات الناس البسيطة في الغالب لا تستدعي أن يدفع في مقابلها قدرا من الذهب أو الفضة، وهذا أدى إلى وضع عملة بسيطة يمكن لأي شخص امتلاكها، وهي التي يسميها علماء الفقه: فلوسا، وهي العملة المصوغة من المعادن غير الذهب والفضة، مثل: النحاس، وتختلف قيمة الفلوس باختلاف الكم والكيف، ونوع المعدن الذي صيغت منه، وتكون قيمتها أقل من الدينار والدرهم.

### الفلوس
الفلوس جمع فلس اسم لنوع من المال المضروب من معدن غير الذهب والفضة، على هيئة عملة معدنية. وتطلق على العملة المعدنية المستخدمة للتعامل، قبل ظهور العملة الورقية، وتستعمل كلمة فلوس في العصور الحديثة في بعض البلدان بمعنى: المال أو العملة، واستعملت في مصارف عربية للأجزء اليسيرة من العملة، وهي تحمل نفس المصطلح القديم عند العرب، -وإن اختلفت نوعيتها- لمعنى: الأجزاء ذات القيمة اليسيرة للعملة، ومن ثم أطلق لفظ: (تفليس) و (مفلس) وهو في اللغة: من صار ماله فلوسا، كما أستعمل من هذا المعنى مصطلح الإفلاس.

### النقد المغشوش
يعتبر الغش في المعاملات من المنهي عنه شرعا، لقول النبي صلى الله عليه وسلم: «من غشنا؛ فليس منا» أي: ليس موافقا للسنة النبوية، وليس بمعنى الخروج من الإسلام، -وهذا بالإجماع- وكان سبب الحديث في رجل يبيع طعاما بعضة أصابه بلل المطر فأخفاه، وأظهر غير المعيب.
وأما النقد المغشوش؛ فهو أن يخلط مع الذهب أوالفضة جزء من المعادن الأخرى لأسباب من أهما تقوية العملة وتثبيتها حتى لا تكون لينة، أو لأجل التعامل؛ لإمكان التعامل بما هو أقل قيمة، أوغير ذلك من الأسباب.
وحكم التعامل بالمغشوش منهي عنه شرعا، فإن كان قدر الغش معلوما ومبينا في التعامل فلا إثم فيه، أما إذا لم يبين قدر الغش؛ فهو حرام.

## تاريخ النقد
دينار الذهب، ودرهم الفضة هما التسميتان المشهورتان عبر التاريخ الإسلامي، وهذه التسمية معروفة من قبل زمن البعثة النبوية، قال الله تعالى: ﴿وشروه بثمن بخس دراهم معدودة﴾، وقد كان التداول بهما في العصر النبوي، وما بعده، وكانت العملة الأساسية في العصور الإسلامية من الذهب والفضة، وشهدت تغيرات بسبب اختلاف السياسيات الإقتصادية، وكان الدينار في العصر النبوي على ما كان عليه قبل البعثة النبوية وهو المثقال الشرعي، والدرهم الشرعي المضروب في زمن خلافة عمر رضي الله عنه، وما استحدث بعدهما؛ فمرجعه إلى التقدير بهما.

## قسم
تتعلق الزكاة بأصل الأثمان وهو: القدر الخالص من الذهب والفضة وتختلف أحكام الزكاة فيهما باختلاف بعض الخصائص. فالذهب والفضة جنسان زكويان، ويتصفان بعدة خصائص. واختلاف جنسهما في النوعية، كالجودة والرداءة لا يؤثر في الزكاة، بل تتعلق الزكاة بالقدر الخالص منهما، ويزكى من نفس ذلك النوع جيدا كان أو رديئا، كما أنه يشترط التماثل في المعاوضة الربوية.

### قسم
الذهب والفضة، هما جنسان من المعادن يستخرجان من الأرض على هيئة تراب أو ما يسمى: تبرا ثم يصاغ إلى قطع نقدية أو حلي أو غير ذلك، وجنسهما الزكوي يشمل: التبر والسبائك والقطع النقدية، ومما يتعلق به وجوب الزكاة: ما يؤخذ منهما للاستعمال المنهي عنه، مثل: الأواني، وأما الحلي المتخذ للزينة؛ ففيه تفصيل: فإن كان للتجارة، أو للإقتناء (كنز المال)؛ فتجب فيه الزكاة، وإن كان التحلي به حراما مثل: الحلي للرجل؛ فتجب الزكاة فيه، وإن كان التحلي به مباحا مثل: الذهب والفضة الذي تتخذه المرأة للزينة؛ فلا تجب فيه الزكاة إن كان بالقدر المعتاد المتعارف عليه، قليلا كان أو كثيراً، ما لم يبلغ حد الإسراف، وعند الحنفية تجب الزكاة فيه مطلقا.

### نصاب الذهب

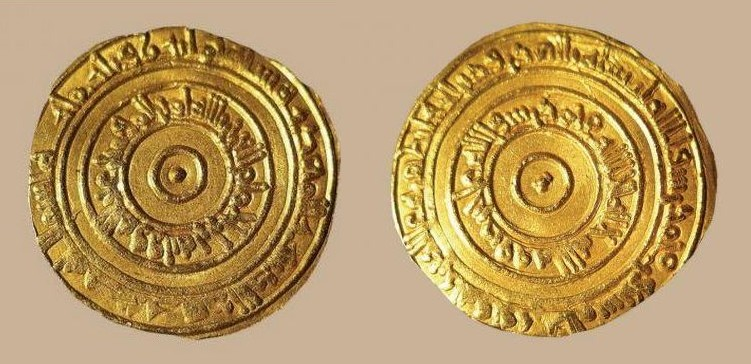
الدينار الفاطمي

النصاب هو القدر الذي تجب الزكاة ببلوغه، وقدر نصاب الذهب (عشرون مثقالا) من الذهب الخالص، تحديدا بالإجماع، فمن ملك قدر النصاب أو أكثر؛ وجبت عليه الزكاة وإلا فلا. والقدر الواجب ربع العشر، ففي العشرين مثقالا يجب نصف مثقال، وفيما زاد بحسابه، فلو ملك مائة مثقال مثلا؛ فعشرها عشرة، 100÷10= (10) ثم تقسم العشرة على أربعة، 10÷4= (2,5) أي: ربع عشر المائة هو القدر الواجب إخراجه، وعلى هذا القياس دائما.

### النصاب
النصاب في زكاة المال، أحد شروط وجوب زكاة المال، وهو: بلوغ مال الزكاة قدرا معلوما، في الابتداء، لوجوب الزكاة فيه، وتجب الزكاة فيما زاد بحسابه في بعض الأموال، وببلوغ الزائد قدرا معلوما في البعض الآخر.
نصاب الذهب والفضة
نصاب الذهب عشرون مثقالا من الذهب الخالص، وفيه ربع العشر، ففي عشرين مثقالا نصف مثقال.
نصاب الفضة خمس أواق، وكل أوقية أربعون درهما، فالنصاب مائتا دهم، وفيه ربع العشر، وهو خمسة دراهم.
«وليس في أقل من مائتي درهم زكاة فإذا بلغت مائتي درهم وحال عليها الحول ففيها خمسة دراهم لحديث عمرو بن حزم رضي الله تعالى عنه عن رسول الله ﷺ أنه قال في الورقة ليس فيها صدقة حتى تبلغ مائتي درهم فإذا بلغت مائتي درهم ففيها خمسة دراهم».

### نصاب الذهب والفضة
يجب في مائتي درهم من الفضة، وفي عشرين مثقالا من الذهب ربع العشر، وهو خمسة دراهم في المائتين، ونصف مثقال في العشرين، والعشر بالضم أحد الأجزاء العشرة. وإنما وجب ربع العشر؛ لحديث مسلم: «ليس فيما دون خمس أواق من الورق صدقة». والأوقية أربعون درهما كما رواه الدارقطني ولحديث علي وغيره في الذهب. «وفي البدائع: تجب الزكاة في الذهب والفضة مضروبا أو تبرا أو حليا مصوغا أو حلية سيف أو منطقة أو لجام أو سرج أو الكواكب في المصاحف والأواني وغيرها إذا كانت تخلص عن الإذابة سواء كان يمسكها للتجارة أو للنفقة أو للتجمل أو لم ينو شيئا». البحر الرائق

### الزائد على النصاب
تجب الزكاة في الذهب والفضة عند بلوغ النصاب، ونصاب الذهب عشرون مثقالا، وفيه ربع العشر وهو نصف مثقال، ونصاب الفضة مائتا درهم، وفيها خمسة دراهم. فيما زاد بحسابه، فلو زاد الذهب عن عشرين مثقالا؛ ففي العشرين: مثقال، وفي الزائد، قليلا أو كثيرا ربع العشر، ففي ثلاثين مثقالا: مثقال ونصف مثقال، والزائد عن النصاب عشرة مثاقيل، والواجب فيها ربع العشر، وهو نصف مثقال. وهكذا في مائتي درهم فضة خمسة دراهم، وفيما زاد بحسابه، فيه ربع العشر، ففي أربعمائة درهم: عشرة دراهم؛ لأن الأربعمائة إن قسمت على عشرة؛ فالناتج: (أربعون)، وربع الأربعين (عشرة)، وهو ربع العشر. ومعنى هذا أن الزائد إن كان يسيرا، كمائتي درهم، ونصف درهم؛ ففي المائتين خمسة دراهم، وفي نصف درهم: ربع عشر الدرهم. وفي قول لأبي حنيفة، في عشرين مثقالا دينار، ثم في كل أربعة مثاقيل ربع العشر، وفي مائتي درهم خمسة دراهم، ثم في كل أربعين درهما درهم (ربع العشر)، ففي مائتين وثمانين درهما: سبعة دراهم، ويظهر الفرق فيما لو نقصت الدراهم عن الأربعين، فلو كانت مثلا: مائتان وتسعة وعشرون درهما؛ ففيها خمسة دراهم. بناء على أنه يجب ربع العشر في النصاب، وفي مقدار الخمس منه فيما زاد، واستدل أبو حنيفة بحديث عمرو بن حزم، وبالقياس على السائمة، ففيها وقص بعد النصاب الأول.
قال في المبسوط:
«وفي قول أبي حنيفة رضي الله تعالى عنه وهكذا في كل أربعين درهما درهم وهو قول عمر بن الخطاب رضي الله تعالى عنه، وقال أبو يوسف ومحمد والشافعي يجب في الزيادة بحساب ذلك قل أو كثر حتى إذا كانت الزيادة درهما ففيها جزء من أربعين جزء من درهم وهو قول علي وابن عمر وإبراهيم النخعي».
واحتج أبو حنيفة بحديث: «عمرو بن حزم أن رسول الله صلى الله عليه وسلم قال: «وفي كل مائتي درهم خمسة دراهم خمسة دراهم، وفي كل أربعين درهما درهم» ولم يرد به في الابتداء فعلم أن المراد به بعد المائتين، وفي حديث معاذ رضي الله تعالى عنه «أن النبي ﷺ قال له: "لا تأخذ من الكسور شيئا، وفي مائتي درهم خمسة دراهم فما زاد على ذلك ففي كل أربعين درهما درهم»».
وقال طاوس اليماني: لا يجب في الزيادة شيء حتى تبلغ مائتي درهم ويجب في كل مائتي درهم خمسة دراهم 
واحتجوا بحديث «عن علي بن أبي طالب عن النبي صلى الله عليه وسلم أنه قال : "في مائتي درهم خمسة دراهم وما زاد فبحساب ذلك"».
ولأن نصب النصاب لا يكون إلا بالتوقيف ولم يشتهر الأثر باعتبار نصيب المائتين ثم اعتبار النصاب في الابتداء لحصول الغنى للمالك به ففي الزيادة المعتبرة زيادة الغنى، وذلك حاصل بالقليل والكثير.
«وحين بعث معاذا رضي الله تعالى عنه إلى اليمن قال: "ليس فيما دون مائتي درهم من الورق شيء وفي مائتين خمسة وما زاد على المائتين فليس فيه شيء حتى تبلغ أربعين ففيها درهم مع الخمسة"»

### قدر المثقال
قدر المثقال الشرعي هو معيار للوزن الشرعي، ولم يتغير جاهلية ولا إسلاما، وهو أربعة وعشرون قيراطا، والدينار الإسلامي هو المضروب من الذهب الخالص بقدر مثقال أربعة وعشرون قيراطا، وهو الذي يمكن بواسطته تحديد الوزن حسبما كان عليه في عصر النبوة.
والدينار الشرعي يساوي مثقالا، أو هو نفسه مثقال، لكن المثقال هو عبارة عن معيار، لتحديد وحدة قياس الوزن، ويسمى نثقالا؛ لأن له ثقل محدد توزن به الأشياء المادية، ويمكن أن يكون عينا مادية من ذهب أو نحاس أو أي قطعة تساوي نفس ذلك القدر المعلوم وهو وزن المثقال، فالدينار الشرعي، هو قطعة من الذهب الخالص بقدر مثقال، وهو الذي يقدر به نصاب الذهب،
وأما أنواع الدنانير الذهبية الأخرى، وغيرها من عملات الذهب، التي ضربت بمعايير مختلفة؛ فليست هي المقصود بالدينار الشرعي، بل يقدر جميعها بالمثقال الشرعي.

### حساب للتقريب
المثقال الشرعي هو وحدة قياس لتحديد قدر الذهب، باعتبار الوزن تحديدا لا تقريبا، لكن هناك طرق تقريبة للتقدير بمقاييس أخرى لاستظهار الوزن، بالجزئيات التي تساوي بمجموعها مثقالا، كالحبات والشعرات والقراريط، وغيرها، ومنها التقدير بالدرهم، وتقدير الدرهم الشرعي بستة دوانق، والدانق الواحد يساوي ثمان حبات وخمسا حبة، ستة دوانق× ثمان حبات وخمسا حبة= خمسون حبة وخمسا حبة هي قدر الدرهم.
قدر المثقال درهم وثلاثة أسباع درهم.
فمتى زيد على الدرهم ثلاثة أسباعه كان مثقالا ومتى نقص من المثقال ثلاثة أعشاره كان درهما فكل عشرة دراهم سبعة مثاقيل وكل عشرة مثاقيل أربعة عشر درهما وسبعان.

## زكاة الفضة

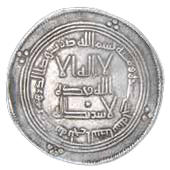
درهم فضي من الدولة الأموية، تم صكه بمدينة بلخ عام 111 هجرية، 729/730 م)

زكاة الفضة أو زكاة الورق، هي القدر الواجب إخراجه في الفضة إذا بلغ نصابا، وقدر نصاب الفضة هو: خمس أواق من خالص الفضة، وهو بالتحديد لا بالتقريب، ويدل على هذا خبر الصحيحين «ليس فيما دون خمس أواق من الفضة صدقة».
والأوقية معيار لتحديد الوزن، ويختلف مقدار الأوقية باختلاف الزمان والمكان، والمقصود بالأوقية في الحديث: الأوقية الشرعية، وهي: أوقية مكة، التي اشتهر التعامل بها في العصر النبوي، وما بعده. وقدر الأوقية أربعون دهما من دراهم الفضة المضروبة في زمن خلافة عمر رضي الله عنه، وقدر نصاب الفضة بالإجماع هو: بلوغ الخالص من معدن الفضة قدر خمس أواق أو قدر مائتي درهم.

## النية في الزكاة
إيتاء الزكاة نوع من العبادات، ولا تصح العبادة إلا بالنية، لكن وقتها يختلف عن وقت النية في العبادات الأخرى كالصلاة مثلا، فينوي المزكي إخراج الزكاة الواجبة عليه. وأما النية بمعنى: القصد المتعلق بملك المال؛ فهو من قبيل المعاملات، تتعلق بها بعض الأحكام، وغالبا ما يكون الحكم بظاهر الأمر، فمن وجبت عليه الزكاة؛ لا يسئل لماذا ملكها؟ لكن قد يكون للنية تأثير في بعض الصور مثل: القنية والاستعمال والتجارة.
- نية القنية، هو: أن ينوي بالمال الذي يملكه الاحتفاظ به فقط، ويختلف الحكم في هذا الاقتناء، فقد يكون الاقتناء حراما، مثل: أواني الذهب والفضة، التي يتخذها الشخص ويحتفظ بها، ولا يستعملها؛ لأن استعمالها حرام، وما حرم استعماله حرم اقتناؤه. وقد لا يكون الاقتناء حراما، مثاله: أن يملك نقدا من الذهب أو الفضة أو غيرها من الأموال، ولا يكون هذا حراما إذا أدى زكاته.
- نية التجارة: قد تؤثر في بعض الصور، فمن امتلك مالا وهو يتاجر به؛ فهو مال تجارة عملا بالظاهر، لكن إذا اقتنى مالا ولم يتاجر به؛ فإن كان مما تجب فيه الزكاة ولم ينو به التجارة؛ تعلقت الزكاة بالمال، وإن كان مما لا تجب فيه الزكاة؛ فإن نوى به التجارة؛ فهو مال تجارة، أو القنية فقط؛ فلازكاة فيه.

## كنز المال
الكنز في اللغة، المال المدفون، وفي الاصطلاح: المال الذي لا تؤدى زكاته الواجبة، سواء كان في باطن الأرض أو ظاهرها. قال الله تعالى:
﴿يَا أَيُّهَا الَّذِينَ آمَنُوا إِنَّ كَثِيرًا مِنَ الْأَحْبَارِ وَالرُّهْبَانِ لَيَأْكُلُونَ أَمْوَالَ النَّاسِ بِالْبَاطِلِ وَيَصُدُّونَ عَنْ سَبِيلِ اللَّهِ وَالَّذِينَ يَكْنِزُونَ الذَّهَبَ وَالْفِضَّةَ وَلَا يُنْفِقُونَهَا فِي سَبِيلِ اللَّهِ فَبَشِّرْهُمْ بِعَذَابٍ أَلِيمٍ ۝٣٤ يَوْمَ يُحْمَى عَلَيْهَا فِي نَارِ جَهَنَّمَ فَتُكْوَى بِهَا جِبَاهُهُمْ وَجُنُوبُهُمْ وَظُهُورُهُمْ هَذَا مَا كَنَزْتُمْ لِأَنْفُسِكُمْ فَذُوقُوا مَا كُنْتُمْ تَكْنِزُونَ ۝٣٥﴾ [التوبة:34–35].
وخص الذهب والفضة؛ لأنهما أصل الأثمان، ولا يتغيران مع مرور الوقت، وقيمتها لا تنتهي، فقد خلقهما الله تعالى لانتفاع الناس، وكنزهما مخالف لذلك، وفائدتهما تحصل بإنفاقهما، والله تعالى لم يحرم ادخار المال، إلا إذا لم تؤد زكاته الواجبة بقدر معلوم.

### زكاة النعم

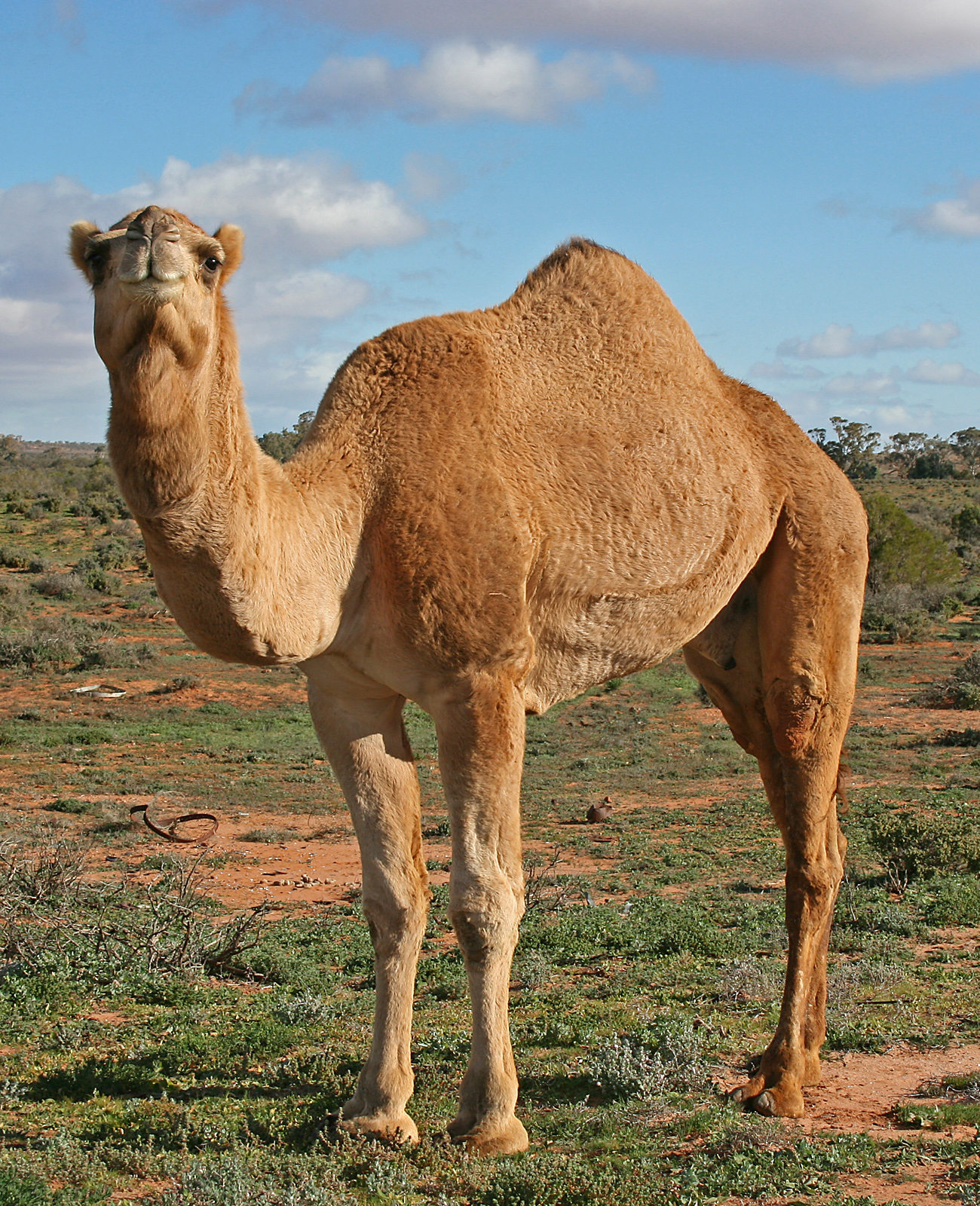
الإبل

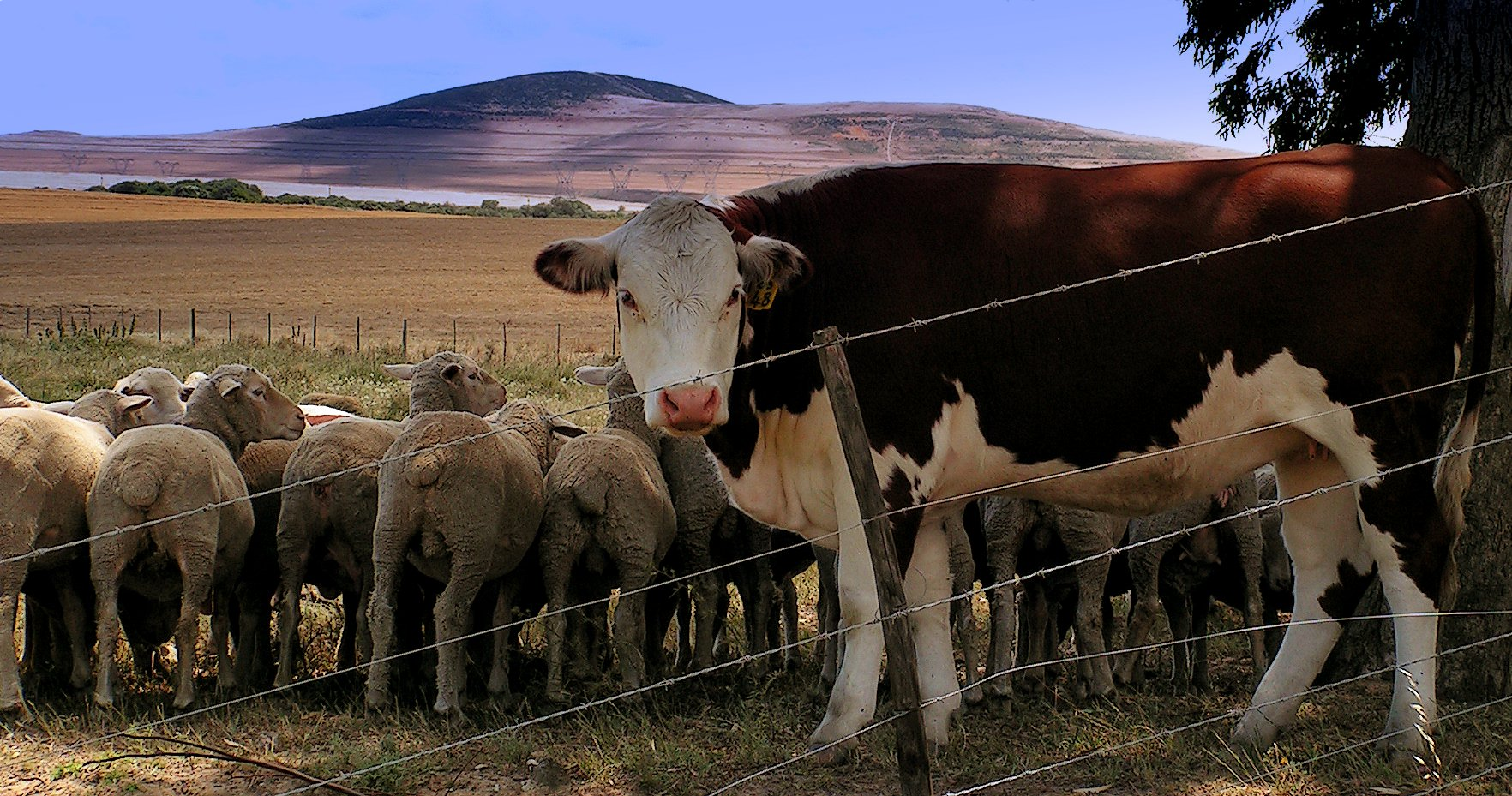
الخراف المحلية والأبقار (عجل) ترعى سوية في جنوب أفريقيا

زكاة النعم هي الزكاة في ثلاثة أجناس من المواشي وهي: الإبل والبقر والغنم (الضأن والماعز)، ويشترط في وجوب زكاة النعم: أن تكون سائمة، والسوم وهو: الرعي في كلئ مباح، مثل رعيها من مرعى موقوف أو مسبل أو أذن مالكه بالرعي فيه، أما إذا علفها مالكها بالإنفاق عليها من ماله جميع الحول أو معظمه؛ فلا تجب عليه الزكاة. وأن يحول عليها الحول وهو مرور عام كامل. وأن تبلغ نصابا. قال ابن عابدين: السائمة هي: الراعية، وشرعا: المكتفية بالرعي المباح في أكثر العام لقصد الدر والنسل، ذكره الزيلعي، وزاد في المحيط والزيادة والسمن ليعم الذكور فقط، لكن في البدائع لو أسامها للحم فلا زكاة فيها كما لو أسامها للحمل والركوب ولو للتجارة ففيها زكاة التجارة ولعلهم تركوا ذلك لتصريحهم بالحكمين فلو علفها نصفه لا تكون سائمة فلا زكاة فيها للشك في الموجب.

### زكاة الخيل

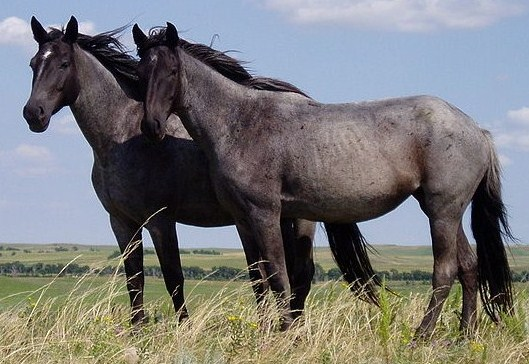

تجب الزَّكاةُ في الخيل عند أبي حنيفة، خلافا لجمهور الفقهاء القائلين بعدم وجوب الزكاة في الخيل، وحجتهم في ذلك ما ثبت في الصحيحين حديث: «ليس على المسلم في عبده ولا فرسه صدقة». وعند أبي حنيفة: إن كانت الخيل للتجارة؛ فتجب فيها زكاة التجارة سائمة كانت أو علوفة؛ لأنها من العروض، وإن لم تكن للتجارة وهي للحمل والركوب؛ فلا شيء فيها مطلقا، وإن كانت لغير الحمل والركوب؛ فإما أن تكون سائمة أو علوفة، فإن كانت علوفة؛ فلا شيء فيها، وإن كانت سائمة للدر والنسل، فإن كانت من أفراس العرب فصاحبها بالخيار إن شاء أعطى عن كل فرس دينارا، وإن شاء قومها وأعطى عن كل مائتين خمسة دراهم، «وهو مأثور عن عمر رضي الله عنه كما في الهداية، وإن لم تكن من أفراس العرب فإنها تقوم ويؤدي عن كل مائتين خمسة دراهم، والفرق أن أفراس العرب لا تتفاوت تفاوتا فاحشا بخلاف غيرها كما في الخانية». إن كانت الخيل ذكورا فقط، أو إناثا فقط؛ فعن أبي حنيفة روايتان، المشهور منهما عدم الوجوب، لكن رجح وجوبها في الإناث السائمة من الخيل، ولا تجب في الذكور، وفي التبيين الأشبه أن تجب في الإناث؛ لأنها تتناسل بالفحل المستعار، ولا تجب في الذكور لعدم النماء، ورجح قوله شمس الأئمة وصاحب التحفة وتبعهما في فتح القدير وذكر في الخانية أن الفتوى على قولهما وأجمعوا أن الإمام لا يأخذ منهم صدقة الخيل جبرا.
والصحيح أنه لا يشترط في الخيل بلوغ نصاب معين؛ لعدم النقل بالتقدير.

### زكاة التجارة
زكاة التجارة أو زكاة عروض التجارة نوع من أنواع الأموال التي تجب فيها الزكاة، وعرفها علماء الفقه بأنها: تقليب المال لغرض الربح. وتجب زكاة مال التجارة عند آخر الحول، بتقويمها بما اشتريت به من النقدين (الذهب والفضة)، فإذا بلغ نصابا؛ وجب إخراج ربع العشر منه، ودفع زكاة مال التجارة وبذله للمستحقين فرض شرعي لا بد منه، وهو سبب من أسباب حصول البركة في المال، ونمائه، ومضاعفة الأجر، كما أن عدم إخراج الزكاة الواجبة من أسباب الإثم، وذهاب البركة، وهلاك المال.

### المعشرات

#### زكاة الزروع

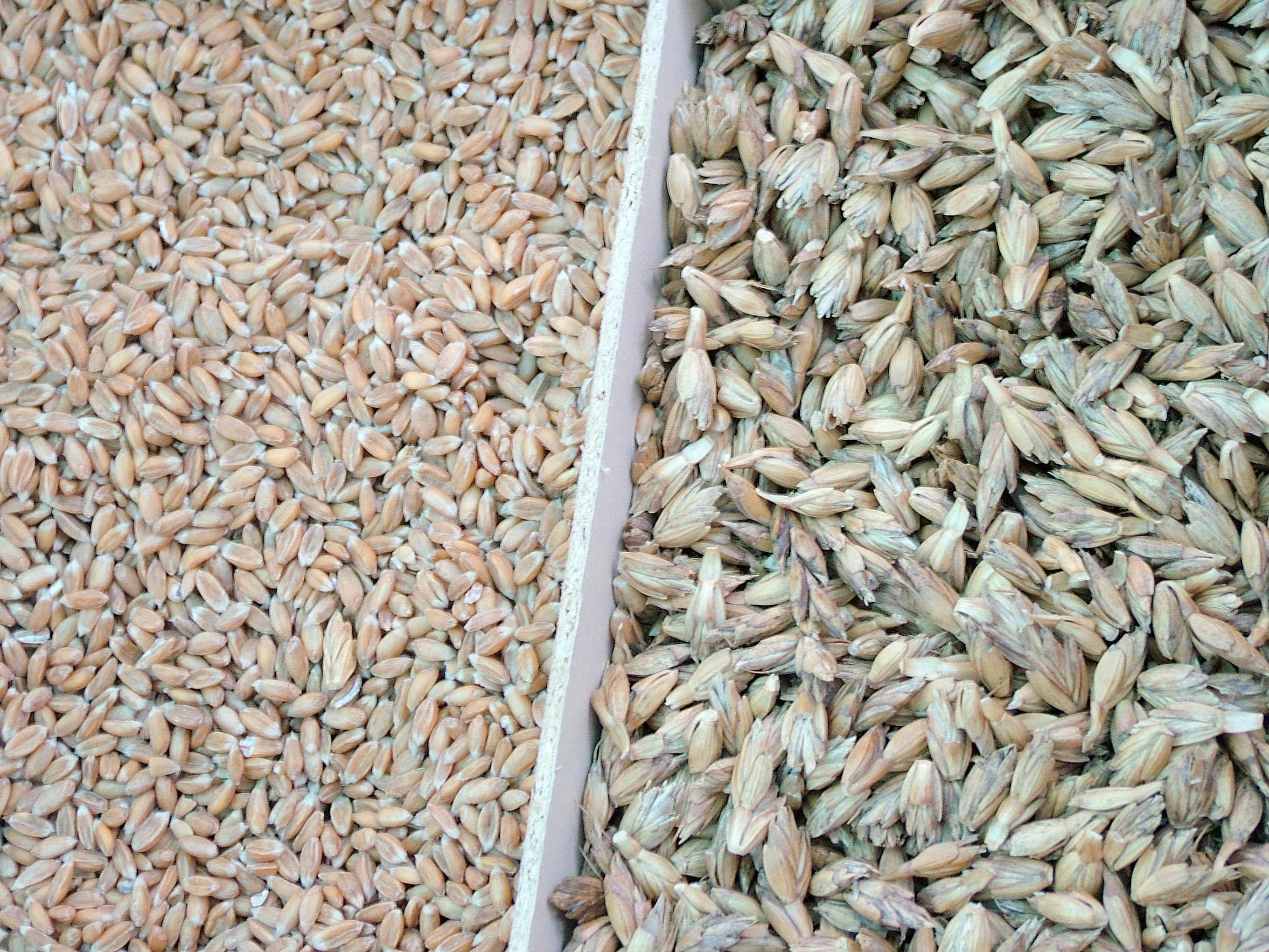
الحنطة بالقشر

زكاة الزروع نوع من أنواع الأموال التي تجب فيها الزكاة، وهو الأقوات المدخرة، مثل: الشعير والبر، إذا بلغ نصابا وهو خمسة أوسق، نقية لا قشر عليها. وتجب زكاة الزروع في كل ما يقتاته الإنسان حال الاختيار، مما يمكن ادخاره، كالشعير والحنطة والأرز وغيره. قال الماوردي: مذهب الشافعي أن الزكاة واجبة فيما زرعه الآدميون قوتا مدخرا، وبه قال الأئمة الأربعة. وقال ابن عرفة: يدخل فيه ثمانية عشر صنفا: القطاني السبعة، والقمح، والسلت، والشعير، والذرة، والدخن، والأرز، والعلس، وذوات الزيوت الأربع الزيتون والسمسم والقرطم وحب الفجل. ونصاب الزروع خمسة أوسق، والوسق شرعا ستون صاعا، والصاع أربعة أمداد نبوية (بكيل المدينة). والنصاب كيلا ثلاثمائة صاع كل صاع أربعة أمداد ووزنا ألف وستمائة رطل بغدادي والرطل (مائة وثمانية وعشرون درهما مكيا كل درهم منها خمسون وخمسا حبة من مطلق أي: متوسط الشعير.

#### الثمار

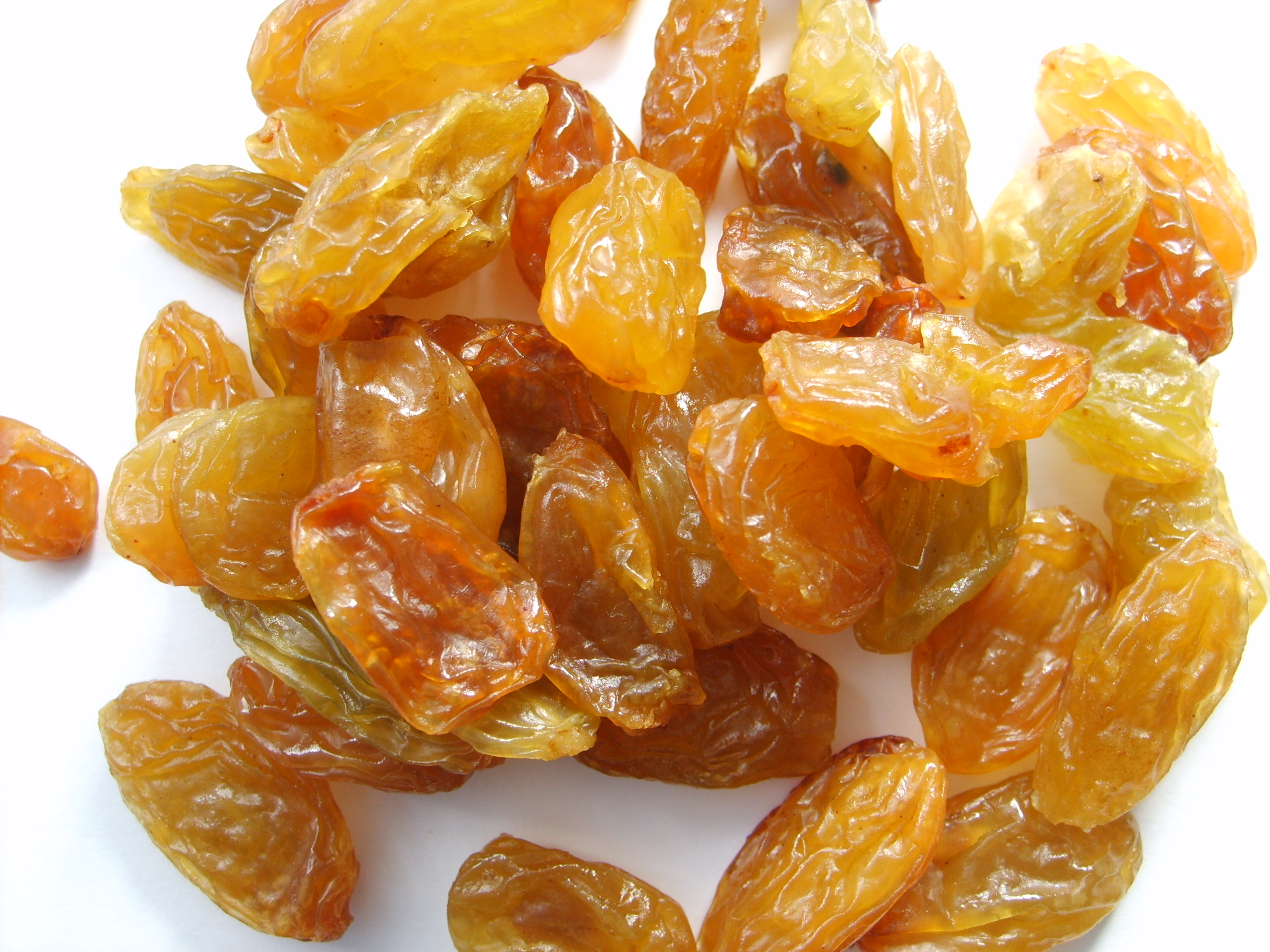
الزبيب السلطاني

زكاة الثمار أحد أنواع زكاة المال، وتجب زكاة الثمار في نوعين هما: التمر والزبيب، حال الكمال وهو: الجفاف. وتجب زكاة كل منهما ببلوغهما نصابا وهو: خمسة أوسق لا قشر عليها، وقدر الزكاة الواجب إخراجها فيهما: إن سقيت بماء المطر، أو السيح، أي: بغير كلفة؛ ففيها العشر، وإن سقيت بكلفة كالسقاية بالنضح أو غيره؛ ففيها نصف العشر. روى الشافعي بسنده «عن أبي سعيد الخدري أن رسول الله ﷺ قال: "ليس فيما دون خمسة أوسق من التمر صدقة"». قال الماوردي: الأصل في وجوب الزكاة في الثمار الكتاب والسنة والإجماع ، فأما الكتاب فقوله تعالى: ﴿يَا أَيُّهَا الَّذِينَ آمَنُوا أَنْفِقُوا مِنْ طَيِّبَاتِ مَا كَسَبْتُمْ وَمِمَّا أَخْرَجْنَا لَكُمْ مِنَ الْأَرْضِ وَلَا تَيَمَّمُوا الْخَبِيثَ مِنْهُ تُنْفِقُونَ وَلَسْتُمْ بِآخِذِيهِ إِلَّا أَنْ تُغْمِضُوا فِيهِ وَاعْلَمُوا أَنَّ اللَّهَ غَنِيٌّ حَمِيدٌ ۝٢٦٧﴾ [البقرة:267] وفي هذا دلالة على أن المراد بالنفقة الصدقة التي يحرم إخراج الخبيث فيها، ولو لم يرد الصدقة لجاز إخراج خبيثها وطيبها. قال تعالى: ﴿وَهُوَ الَّذِي أَنْشَأَ جَنَّاتٍ مَعْرُوشَاتٍ وَغَيْرَ مَعْرُوشَاتٍ وَالنَّخْلَ وَالزَّرْعَ مُخْتَلِفًا أُكُلُهُ وَالزَّيْتُونَ وَالرُّمَّانَ مُتَشَابِهًا وَغَيْرَ مُتَشَابِهٍ كُلُوا مِنْ ثَمَرِهِ إِذَا أَثْمَرَ وَآتُوا حَقَّهُ يَوْمَ حَصَادِهِ وَلَا تُسْرِفُوا إِنَّهُ لَا يُحِبُّ الْمُسْرِفِينَ ۝١٤١﴾ [الأنعام:141] «عن جابر وابن عمر أن رسول الله ﷺ قال: "ما سقت السماء ففيه العشر، وما سقي بنضح أو غرب فنصف العشر"». ومذهب الجمهور: تجب زكاة الثمار في التمر والزبيب، ولا تجب في غيرهما، وعند الحنفية: تجب في جميع أنواع الثمار.

### زكاة المعدن
المعدن مأخوذ من عدن الشيء في المكان إذا أقام فيه والعدن الإقامة، والمعدن يشمل: الذهب والفضة وغيرهما، كالنحاس وغيره من المعادن المستخرجة من الأرض. ولا تجب الزكاة في المعادن إلا في الذهب والفضة. قال الشافعي: «ولا زكاة في شيء مما يخرج من المعادن إلا ذهبا أو ورقا». وتجب الزكاة في جنسين من المعدن المستخرج من باطن الأرض، هما: (الذهب والفضة)، وهو مذهب الجمهور. وقال أبو حنيفة: الزكاة واجبة في كل ما انطبع منها كالصفر والنحاس، دون ما لا ينطبع من الذائب والأحجار استدلالا بحديث «وفي الركاز الخمس.» قال الماوردي أن المعدن الذي تجب فيه الزكاة مخصوص بالذهب والفضة، واستدل على ذلك بأن كل ما لا يتكرر وجوب الزكاة في عينه لم تجب فيه الزكاة، إذا أخذ من معدنه كالكحل والزرنيخ، ولأن كل ما لو ورثه، لم تجب فيه الزكاة فوجب إذا استفاده من المعدن أن لا تجب فيه الزكاة كالنفط والقير، ولأنه مقوم مستفاد من المعدن، فوجب أن لا يجوز فيه الزكاة كالياقوت والزمرد.

### زكاة الركاز
زكاة الركاز الركاز هو دفين الجاهلية، الركاز المال المدفون لكن حصره الشافعية فيما يوجد في أرض موات، وهي التي لم يجر عليها ملك لمسلم ، بخلاف ما إذا وجده في طريق مسلوك أو مسجد فهو لقطة، وإذا وجده في أرض مملوكة فإن وجده مالك الأرض الذي وجده فهو له، وإن كان غيره فإن ادعاه المالك فهو له وإلا فهو لمن تلقاه عنه إلى أن ينتهي الحال إلى من أحيا تلك الأرض. قال الشافعي: والركاز الذي فيه الخمس دفن الجاهلية ما وجد في غير ملك لأحد. وخصه الشافعي أيضا بالذهب والفضة، وقال الجمهور: أنه لا يختص بالذهب والفضة، واختاره ابن المنذر.428 الفتح. ومعنى الركاز هو: المدفون في الأرض من زمن الجاهلية، أي: قبل ظهور الدين الإسلامي، ويعرف بعلامات تدل على ذلك، على أن يكون من قبل زمن ظهور الإسلام، ويختص الركاز بكونه لا يعرف مالكه، وكونه مستخرجا من باطن الأرض بلا معالجة، وهو قول جمهور الفقهاء، خلافا لأبي حنيفة القائل: أن المعادن المستخرجة من الأرض تدخل ضمن الركاز، واستدل باستعمال ذلك في كلام العرب، وفرق الجمهور بينهما بالقول: أن المعدن يستخرج بعمل وكلفة ففيه الزكاة، أما دفين الجاهلية من الذهب والفضة، ففيه الخمس حالا؛ لسهولة الحصول عليه أي: بغير عمل ولا معالجة، ويؤيد قول الجمهور حديث: «والمعدن جبار، وفي الركاز الخمس.» حيث وقع التفريق بين المعدن وبين الركاز بواو العطف، فالمعدن هو ما يحتاج في استخراجه إلى عمل ومجهود، وأما الركاز فهو ما يوجد من مال مدفون من زمن الجاهلية، ولا يحتاج في استخراجه إلى كلفة ومشقة. وقدر الواجب إخراجه هو الخمس منه: 15
روى البخاري في صحيحه قال: «عن أبي هريرة رضي الله عنه أن رسول الله ﷺ قال: "العجماء جبار والبئر جبار والمعدن جبار وفي الركاز الخمس.» 
ومذهب الجمور أنه لا يشترط في الركاز بلوغ النصاب، بل يجب إخراج الخمس في قليله وكثيره، وهو قول الشافعي في القديم كما نقله ابن المنذر واختاره، وأما الجديد فقال: لا يجب فيه الخمس حتى يبلغ نصاب الزكاة، ومقتضى ظاهر الحديث وجوب الخمس في قليله وكثيره. قال البخاري: «وقال مالك وابن إدريس: الركاز دفن الجاهلية في قليله وكثيره الخمس وليس المعدن بركاز وقد قال النبي ﷺ في المعدن جبار، وفي الركاز الخمس.»
ومصرف الركاز عند مالك وأبي حنيفة والجمهور: مصرفه مصرف خمس الفيء، واختياره المزني، وقال الشافعي في أصح قوليه: مصرفه مصرف الزكاة، وعن أحمد روايتان. ومذهب الجمهور أن الواجب في الركاز فيه يلزم إخراجه حالا، أي: أنه لا يشترط فيه مرور حول، بل يلزم إخراج زكاته على الفور. 428 فتح قال النووي: «وقال مالك وابن إدريس الركاز دفن الجاهلية في قليله وكثيره الخمس وليس المعدن بركاز وقد قال النبي صلى الله عليه وسلم في المعدن جبار وفي الركاز الخمس وأخذ عمر بن عبد العزيز من المعادن من كل مائتين خمسة وقال الحسن ما كان من ركاز في أرض الحرب ففيه الخمس وما كان من أرض السلم ففيه الزكاة وإن وجدت اللقطة في أرض العدو فعرفها وإن كانت من العدو ففيها الخمس وقال بعض الناس المعدن ركاز مثل دفن الجاهلية لأنه يقال أركز المعدن إذا خرج منه شيء قيل له قد يقال لمن وهب له شيء أو ربح ربحا كثيرا أو كثر ثمره أركزت ثم ناقض وقال لا بأس أن يكتمه فلا يؤدي الخمس».

## قسم الصدقات
مصارف الزكاة هي الجهات التي تصرف إليها الزكاة،
وهي في الشرع الإسلامي محددة بأدلة من الكتاب والسنة والإجماع. وقد ورد في حديث معاذ: «تؤخذ من أغنيائهم، فنرد في فقرائهم»
وتدفع الزكاة إلى الأصناف الثمانية وقد بينت هذه الأصناف في قوله تعالى: ﴿إِنَّمَا الصَّدَقَاتُ لِلْفُقَرَاءِ وَالْمَسَاكِينِ وَالْعَامِلِينَ عَلَيْهَا وَالْمُؤَلَّفَةِ قُلُوبُهُمْ وَفِي الرِّقَابِ وَالْغَارِمِينَ وَفِي سَبِيلِ اللَّهِ وَابْنِ السَّبِيلِ فَرِيضَةً مِنَ اللَّهِ وَاللَّهُ عَلِيمٌ حَكِيمٌ ۝٦٠﴾ [التوبة:60]
الفقير من لا مال له ولا كسب يقع موقعا من حاجته ولا يمنع الفقر مسكنه وثيابه وماله الغائب في مرحلتين والمؤجل وكسب لا يليق به ولو اشتغل بعلم والكسب يمنعه ففقير ولو اشتغل بالنوافل فلا ولا يشترط فيه الزمانة ولا التعفف عن المسألة على الجديد والمكفي بنفقة قريب أو زوج ليس فقيرا في الأصح.
والمسكين من قدر على مال أو كسب يقع موقعا من كفايته ولا يكفيه
والعامل ساع وكاتب وقاسم وحاشر يجمع ذوي الأموال والقاضي والوالي
والمؤلفة من أسلم ونيته ضعيعة أوله شرف يتوقع بإعطائه إسلام غيره والمذهب أنهم يعطون من الزكاة.
والرقاب المكاتبون
والغارم إن استدان لنفسه في غير معصية أعطى.
قلت: الأصح يعطي إذا تاب والله أعلم والأظهر اشتراط حاجته دون حلول الدين، قلت: الأصح اشتراط حلوله والله أعلم أو لإصلاح ذات البين أعطى مع الغنى وقيل: إن كان غنيا بنقد فلا.
وسبيل الله تعالى غزاة لافئ لهم فيعطون مع الغنى.
وابن السبيل منشئ سفر أو مجتاز، وشرطه الحاجة وعدم المعصية.
- الفقير: هو الذي له أقل شيء من المال، أو هو المعدم الذي لا مال له ولا كسب.
- المسكين: الذي لا شيء له من المال.
- العامل: يعطى بقدر عمله.
- المؤلفة قلوبهم:
- في الرقاب:
- الغارمين:
- في سبيل الله:
- ابن السبيل:

### مصارف الزكاة
«الفقير أشد حالا من المسكين، هذا هو الصحيح، وعكسه أبو إسحاق المروزي».

### الفقير
الفقير وهو الذي لا مال له ولا كسب، يقع موقعا من حاجته، فالذي لا يقع موقعا، كمن يحتاج عشرة ولا يملك إلا درهمين أو ثلاثة، فلا يسلبه ذلك اسم الفقير.
لا يشترط في الفقر الزمانة والتعفف عن السؤال على المذهب، وبه قطع المعتبرون، وقيل: قولان الجديد: كذلك ، والقديم: يشترط.

### المسكين
الصنف الثاني المسكين وهو الذي يملك ما يقع موقعا من كفايته ولا يكفيه، بأن احتاج إلى عشرة وعنده سبعة أو ثمانية،
وفي معناه من يقدر على كسب ما يقع موقعا، ولا يكفي، وسواء كان ما يملكه من المال نصابا أو أقل أو أكثر ولا يعتبر في المسكين السؤال، قطع به أكثر الأصحاب، ومنهم من نقل عن القديم اعتباره.

## صدقة التطوع
صدقة التطوع هي إنفاق المال، وبذله، أو عمل غير واجب فيما يحبه الله، وهي من أسباب اكتساب الأجر ومضاعفته، وتطهير النفوس من آفة البخل والشح، وصدقة التطوع مستحبة في سائر الأوقات، والأماكن، وفي كل حال.
قال الله تعالى: ﴿الَّذِينَ يُنْفِقُونَ أَمْوَالَهُمْ بِاللَّيْلِ وَالنَّهَارِ سِرًّا وَعَلَانِيَةً فَلَهُمْ أَجْرُهُمْ عِنْدَ رَبِّهِمْ وَلَا خَوْفٌ عَلَيْهِمْ وَلَا هُمْ يَحْزَنُونَ ۝٢٧٤﴾ [البقرة:274]

### فضل اليد العليا
اليد العليا هي المنفقة، واليد السفلى هي السائلة، والمنفقة أعلى من الآخذة، وأعلى من السائلة.
عَنْ حَكِيمِ بْنِ حِزَامٍ رَضيَ اللهُ عَنْهُ عَنِ النَّبِيِّ صلى الله عليه وسلم قَالَ: «اليَدُ العُلْيَا خَيْرٌ مِنَ اليَدِ السُّفْلَى، وَابْدَأ بِمَنْ تَعُولُ، وَخَيْرُ الصَّدَقَةِ عَنْ ظَهْرِ غِنىً، وَمَنْ يَسْتَعْفِفْ يُعِفَّهُ اللهُ، وَمَنْ يَسْتَغْنِ يُغْنِهِ اللهُ». متفق عليه.

### أولى الناس بالصدقة
عَن جَابِر بنِ عَبدِالله رَضِيَ اللهُ عَنْهُما أنَّ النَّبِيَّ صلى الله عليه وسلم قالَ لِرَجُلٍ: «ابْدَأْ بِنَفْسِكَ فَتَصَدَّقْ عَلَيْهَا، فَإِنْ فَضَلَ شَيْءٌ فَلأَهْلِكَ، فَإِنْ فَضَلَ عَنْ أهْلِكَ شَيْءٌ فَلِذِي قَرَابَتِكَ، فَإِنْ فَضَلَ عَنْ ذِي قَرَابَتِكَ شَيْءٌ فَهَكَذَا وَهَكَذَا». يَقُولُ: فَبَيْنَ يَدَيْكَ وَعَنْ يَمِينِكَ وَعَنْ شِمَالِكَ. أخرجه مسلم.
فضل الصدقة على الأقارب
عَن ميمونة بنت الحارث رَضِيَ اللهُ عَنْها أنَّهَا أعْتَقَتْ وَلِيدَةً فِي زَمَانِ رَسُولِ الله صلى الله عليه وسلم، فَذَكَرَتْ ذَلِكَ لِرَسُولِ الله صلى الله عليه وسلم، فَقَالَ: «لَوْ أعْطَيْتِهَا أخْوَالَكِ، كَانَ أعْظَمَ لأَجْرِكِ». متفق عليه.